# Targhe d'immatricolazione della Bosnia ed Erzegovina

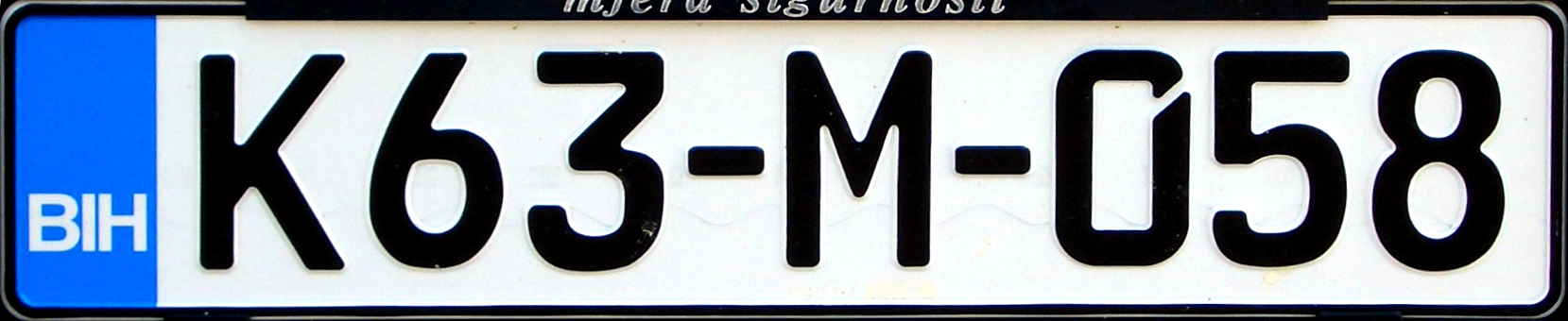
Formato standard su una linea

Le targhe d'immatricolazione della Bosnia ed Erzegovina sono utilizzate per identificare i veicoli immatricolati nello stato balcanico.

## Caratteristiche

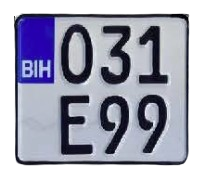
Formato 190 × 150 mm per motocicli e ciclomotori

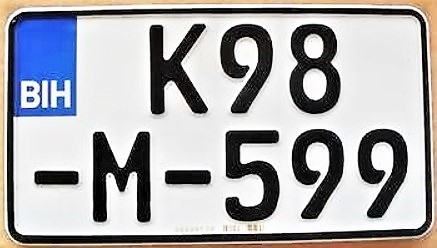
Targa di un motociclo con formato americano

A partire dal 28 settembre 2009 le targhe standard sono composte da una banda blu, con la sigla automobilistica internazionale BIHdi colore bianco, sul lato sinistro, e sette caratteri (cinque cifre e due lettere) più marcati rispetto a quelli del sistema precedente in uso da febbraio 1998, con formato X00-X-000 (dove X = lettera e 0 = cifra) sia per gli autoveicoli sia per i motoveicoli. 
Valide in tutto il territorio nazionale, non permettono l'identificazione della zona di immatricolazione, come invece avveniva fino a febbraio 1998. 
Il font utilizzato è il FE-Schrift. Le lettere usate sono: A, E, J, K, M, O e T in maiuscolo, comuni all'alfabeto latino e a quello cirillico. 
Le dimensioni sono conformi agli standard europei: le targhe ordinarie per autoveicoli misurano 520 × 110 mm, quelle su doppia linea 280 × 200 mm; quelle dei motocicli e dei ciclomotori sono generalmente di 190 × 150 mm e con il testo distribuito su doppia linea, ma è attestato anche un formato su tre linee, nel quale la lettera occupa la riga centrale. È inoltre disponibile un formato americano, di dimensioni 300 × 150 mm, sia per motoveicoli sia per le vetture con il vano targa posteriore di lunghezza ridotta.

## Varianti dei formati standard

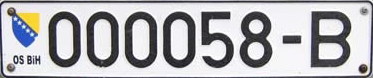
Formato per automezzi militari

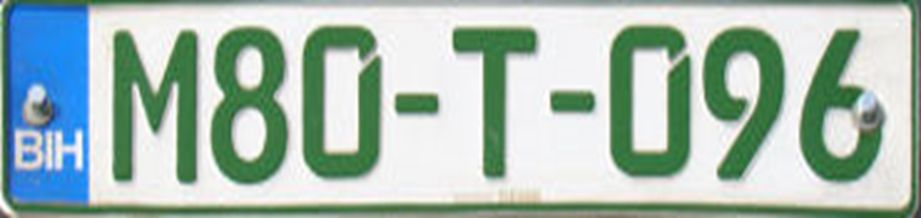
Formato per macchine agricole

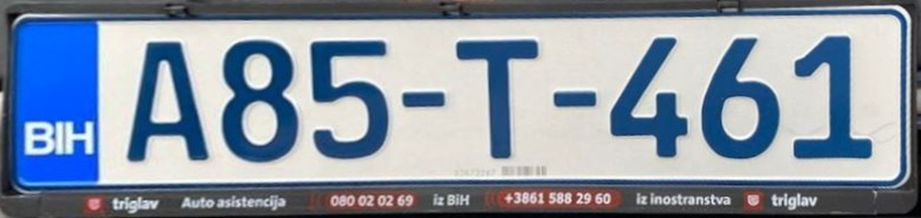
Targa di un veicolo da esportare

- Le targhe degli automezzi delle Forze armate utilizzano un formato simile a quello emesso dal 1995 al 1998. A sinistra al posto della banda blu è posizionato lo scudo con la bandiera nazionale sopra le lettere nere a caratteri ridotti OS BiH, che stanno per Oružane Snage Bosne i Hercegovine ("Forze Armate della Bosnia ed Erzegovina"); il blocco alfanumerico è composto da un numero di sei cifre, un trattino e una lettera[2]. È documentato anche un formato su doppia linea, con in alto le prime quattro cifre, a destra dello scudo, e in basso le due cifre restanti, il trattino e la lettera.
- I targhe d'immatricolazione delle macchine agricole presentano caratteri di colore verde scuro, quelli delle macchine da lavoro hanno invece lettere e cifre bianche su fondo blu.
- Le targhe da esportazione e quelle dei veicoli i cui proprietari stranieri sono in procinto di lasciare il Paese hanno i caratteri blu.
- Gli automezzi della NATO sono immatricolati con targhe che seguono la serie ordinaria, dalla quale si differenziano unicamente per la scritta NATO bianca all'interno della banda blu.
- Le targhe dei veicoli delle forze dell'Alto commissariato delle Nazioni Unite per i rifugiati hanno i caratteri di colore blu; la serie alfanumerica inizia con UNHCR. Un formato simile viene emesso per i veicoli dell'Organizzazione delle Nazioni Unite; la serie alfanumerica inizia con UN e nei soli rimorchi termina con una T (iniziale di Trailer), lettere e cifre sono nere.
- Da dicembre 2004 ai veicoli dell'EUFOR vengono assegnate targhe blu con la sigla EUFOR gialla, le dodici stelle dell'Unione Europea e un numero di quattro cifre, anch'esso di colore giallo.
- Le targhe d'immatricolazione degli automezzi dell'OSCE presentano a sinistra (in alto nelle targhe posteriori su doppia linea) la dicitura OSCE, seguita da un numero progressivo di tre cifre e dalle lettere fisse MB, che stanno per Mission to Bosnia and Herzegovina.

### Targhe diplomatiche

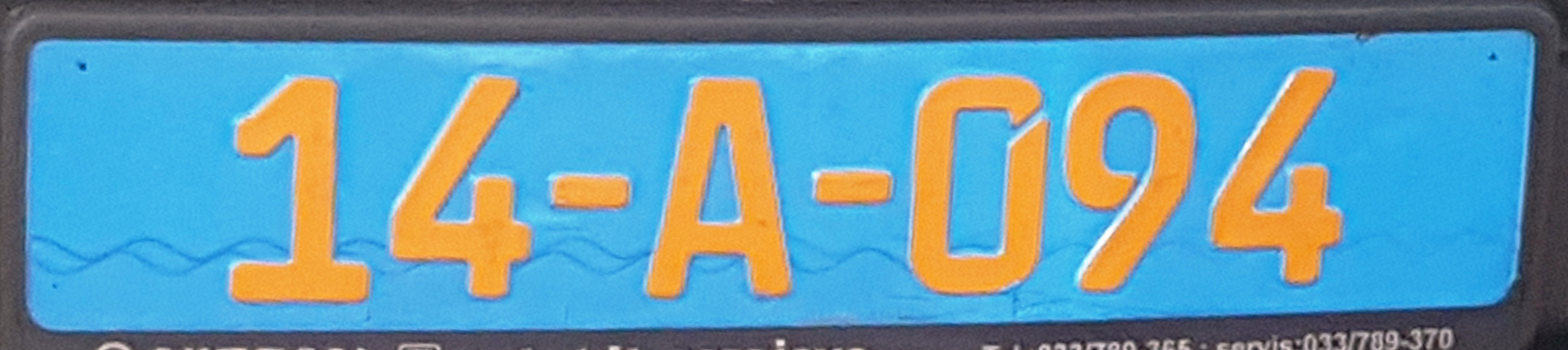
Targa diplomatica (14 = Turchia)

Nelle targhe diplomatiche, i cui caratteri sono gialli su fondo azzurro chiaro, il numero a due o tre cifre (partendo da "10", vd. infra) che precede il codice A, M o P identifica lo Stato o l'organizzazione internazionale della rappresentanza. Significato dei codici:
- A - Agenti diplomatici (Ambassade)
- M - Personale in missione diplomatica all'estero (Foreign Mission Staff)
- P - Personale di agenzie di stampa estere (Foreign Press Staff)

#### Numeri associati a Paesi od organizzazioni internazionali
| Numero | Paese / organizzaz. internazionale                                        | Numero | Paese / organizzaz. internazionale                                       | Numero | Paese / organizzaz. internazionale                             | Numero | Paese / organizzaz. internazionale                                  |
| ------ | ------------------------------------------------------------------------- | ------ | ------------------------------------------------------------------------ | ------ | -------------------------------------------------------------- | ------ | ------------------------------------------------------------------- |
| 10     | Francia                                                                   | 11     | Stati Uniti                                                              | 12     | Iran                                                           | 13     | Croazia                                                             |
| 14     | Turchia                                                                   | 15     | Germania                                                                 | 16     | Austria                                                        | 17     | Arabia Saudita                                                      |
| 18     | Italia                                                                    | 19     | Kuwait                                                                   | 20     | Regno Unito                                                    | 21     | Sudan                                                               |
| 22     | Qatar                                                                     | 23     | Paesi Bassi                                                              | 24     | Libia                                                          | 25     | Svizzera                                                            |
| 26     | Egitto                                                                    | 27     | Irlanda                                                                  | 28     | Slovenia                                                       | 29     | Organizzazione per la sicurezza e la cooperazione in Europa (OSCE)  |
| 30     | Canada                                                                    | 32     | Svezia                                                                   | 33     | Russia                                                         | 34     | Rep. Ceca                                                           |
| 35     | Nazioni Unite                                                             | 36     | Pakistan                                                                 | 37     | Alto rappresentante per la Bosnia ed Erzegovina                | 38     | Commissione per i diritti umani                                     |
| 39     | Norvegia                                                                  | 40     | Bulgaria                                                                 | 41     | Banca internazionale per la ricostruzione e lo sviluppo (IBRD) | 42     | Portogallo                                                          |
| 43     | Malaysia                                                                  | 44     | Alto commissariato delle Nazioni Unite per i rifugiati (UNHCR)           | 45     | Emirati Arabi Uniti                                            | 46     | Fondo Monetario Internazionale (FMI)                                |
| 47     | Ufficio di assistenza doganale e fiscale                                  | 48     | Danimarca                                                                | 49     | Banca Centrale Europea                                         | 50     | Commissione europea in Bosnia-Erzegovina                            |
| 51     | Programma delle Nazioni Unite per lo sviluppo (UNDP)                      | 52     | Organizzazione internazionale per le migrazioni (IOM)                    | 53     | Belgio                                                         | 54     | Banca centrale                                                      |
| 55     | Commissione per i beni degli sfollati e dei rifugiati                     | 56     | Giappone                                                                 | 57     | UNESCO                                                         | 58     | Macedonia del Nord                                                  |
| 59     | Ungheria                                                                  | 60     | UNICEF                                                                   | 61     | Spagna                                                         | 62     | Palestina                                                           |
| 63     | Grecia                                                                    | 64     | Missione di monitoraggio dell'Unione europea in Bosnia-Erzegovina (EUMM) | 65     | Gruppo monetario internazionale                                | 68     | OMS                                                                 |
| 69     | Romania                                                                   | 70     | Centro internazionale per lo sviluppo delle politiche migratorie         | 71     | Commissione internazionale per le persone scomparse            | 72     | Ordine di Malta                                                     |
| 73     | Comitato internazionale della Croce Rossa (CICR)                          | 74     | Polonia                                                                  | 75     | Consiglio d'Europa                                             | 76     | Fondo fiduciario internazionale                                     |
| 77     | Federazione internazionale delle società di Croce Rossa e Mezzaluna Rossa | 78     | Società finanziaria internazionale (IFC)                                 | 79     | Città del Vaticano                                             | 80     | Serbia                                                              |
| 81     | Alto commissariato delle Nazioni Unite per i diritti umani (OHCHR)        | 82     | Guinea-Bissau                                                            | 83     | Fondazione per il ritorno dei rifugiati                        | 84A    | Missione di polizia dell'Unione europea in Bosnia-Erzegovina (EUPM) |
| 84M    | Missione di monitoraggio dell'Unione europea in Bosnia-Erzegovina (EUMM)  | 85     | Centro ambientale regionale                                              | 86     | Patto di stabilità - iniziativa anticorruzione                 | 87     | Slovacchia                                                          |
| 88     | Il registro                                                               | 89     | Alto consiglio giudiziario e delle procure della Bosnia-Erzegovina       | 90     | Ufficio del rappresentante speciale dell'Unione europea        | 91     | Agenzia di cooperazione internazionale del Giappone                 |
| 92     | Montenegro                                                                | 93     | Australia                                                                | 94     | Qatar                                                          | 95     | Ucraina                                                             |
| 96     | Processo di cooperazione nell'Europa sudorientale                         | 97     | Centro di addestramento per le operazioni di sostegno alla pace          | 100    | Malaysia                                                       | 102    | Azerbaigian                                                         |
| 103    | Brasile                                                                   | 119    | Algeria                                                                  |        |                                                                |        |                                                                     |

### Taxi

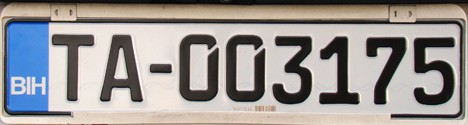
Targa di un taxi

Dal 28 settembre 2009 venne introdotto un nuovo formato per i taxi: si differenzia da quello assegnato alle targhe ordinarie per la banda blu seguita dalle lettere fisse TA, un trattino ed un numero di sei cifre.

### Targhe temporanee

Facsimile di targa prova (emissione: 2010–dicembre 2024)

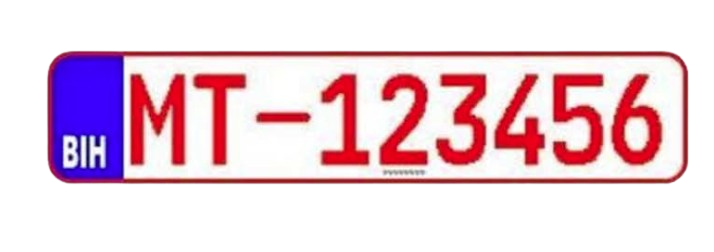
Targa temporanea o trasferibile in uso da dicembre 2024

A partire dal 2010 venne emesso un formato di targa per concessionari, con banda blu e caratteri rossi su base bianca, che sostituì il precedente. Le lettere TT, iniziali di Testne Tablice ("targa prova" in bosniaco), erano seguite da un trattino ed un numero di sei cifre. 
Questo formato è cessato nel dicembre 2024 ed è stato sostituito da un nuovo tipo di targa provvisoria, utilizzabile per test drive, ispezioni tecniche o trasferimenti in seguito a cambi di proprietà di veicoli altrimenti non più immatricolabili. La durata della validità è di un anno, sebbene non sia indicata sulle targhe. La sequenza è composta dalle lettere invariabili MT a destra della banda blu, un trattino e un numero di sei cifre; i caratteri sono rossi come quelli della serie "TT".

### Veicoli storici

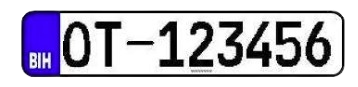
Formato per veicoli storici introdotto nel dicembre 2024

Da dicembre 2024 i veicoli storici possono essere immatricolati con targhe distinte da quelle ordinarie. Devono prima registrarsi presso uno degli automobile club nazionali riconosciuti per ottenere la targa speciale a loro riservata. Queste targhe, che devono essere rinnovate annualmente, sono simili alla serie standard tranne che per le lettere OT posizionate a destra della banda blu, che stanno per OldTimer e sono anteposte ad un trattino e ad una numero di sei cifre.

## Dal 1998 al 27 settembre 2009

Facsimile di formato emesso da febbraio 1998 al 27 settembre 2009

Per decisione dell'Alto rappresentante per la Bosnia ed Erzegovina, Carlos Westendorp, le targhe d'immatricolazione vennero riformate nel febbraio 1998 per evitare l'ostilità tra le etnie del Paese. Si voleva infatti eliminare ogni riferimento alla provenienza. 
Le targhe standard restarono bianche con caratteri neri, ma composte da tre cifre, un trattino, una lettera priva di significato, un altro trattino e ulteriori tre cifre (000-X-000). Come nel sistema attuale, le lettere usate (A, E, J, K, M e T) avevano uguale forma sia nell'alfabeto latino che in quello cirillico. Il font utilizzato era il DIN. 
A partire dal 1º agosto dell'anno sopra specificato sostituirono completamente quelle emesse prima della riforma e sono ancora in circolazione.

### Formati speciali differenti da quelli attualmente in uso

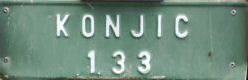
Formato per trattori

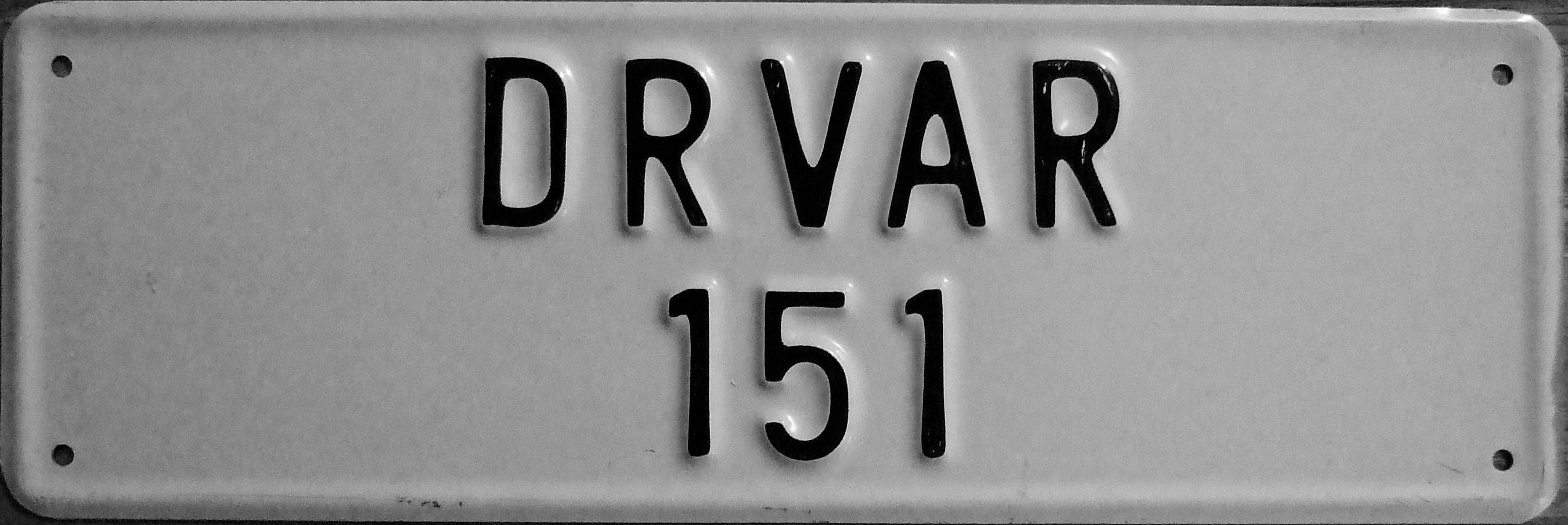
Formato per macchine da costruzione ed operatrici

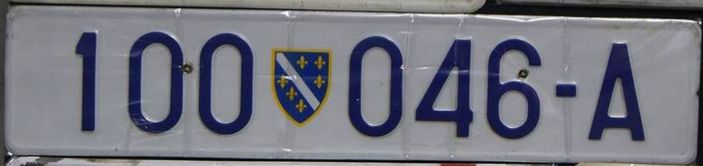
Targa di un automezzo delle Forze armate

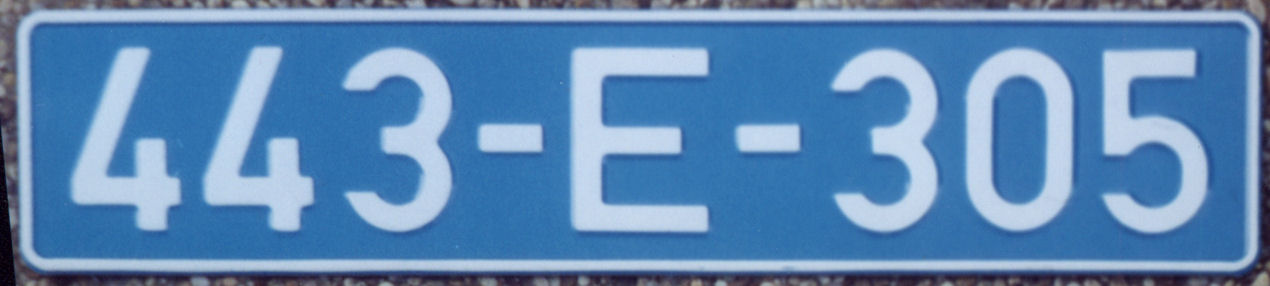
Formato per veicoli da esportare

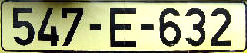
Targa provvisoria per concessionari

- Nelle targhe delle macchine agricole immatricolate nella Federazione di Bosnia ed Erzegovina, cifre e lettere erano bianche su fondo verde scuro; il nome del comune di immatricolazione veniva riportato per esteso e in maiuscolo sulla riga superiore, mentre su quella inferiore era posizionato un numero progressivo a tre o quattro cifre. Nei rimorchi agricoli la sequenza era invertita: la numerazione sormontava il nome del comune. Nei distretti della Repubblica Serba di Bosnia ed Erzegovina la base della targa era di colore giallo e il nome del comune era scritto in caratteri cirillici; in alto a sinistra era posizionato lo scudo serbo.
- Per la numerazione in basso e il comune d'immatricolazione scritto in alto per intero, le targhe delle macchine da costruzione e di quelle operatrici per la manutenzione delle strade assomigliavano a quelle delle macchine agricole, dalle quali si differenziavano per il colore dei caratteri, neri su fondo bianco.
- Presumibilmente dal 2005 le targhe dei veicoli delle Forze armate erano bianche con caratteri blu; la serie era composta da tre cifre seguite dalla bandiera della repubblica a colori, altre tre cifre, un trattino ed una lettera sequenziale partendo da A.
- Le targhe diplomatiche continuavano ad avere il sistema e il formato introdotti nel 1994, anche se le sigle identificative delle aree di immatricolazione (ancora presenti, allineate a sinistra) erano cessate nel 1998.
- Le targhe dei veicoli da esportare o intestati a diplomatici in procinto di lasciare definitivamente il Paese si contraddistinguevano per le lettere e le cifre di colore bianco su fondo azzurro.
- Le targhe provvisorie per concessionari erano adesive o di cartone; venivano incollate sul parabrezza e sul lunotto delle autovetture, il colore era crema con testo nero.
- Le targhe che i concessionari incollavano o fissavano temporaneamente sui veicoli da collaudare su strada differivano da quelle sopra specificate unicamente per il colore, che era verde chiaro.

### Veicoli dell'EUPM

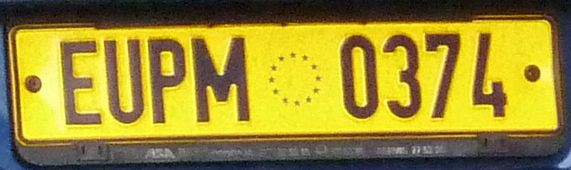
Targa di un veicolo dellEUPM

Dal 2003 al 30 giugno 2012 i veicoli dell'EUPM (European Union Police Mission) avevano emesso targhe con caratteri neri in campo giallo; l'acronimo EUPM, di dimensioni ridotte e circondato da dodici stelle, era seguito da un numero di quattro cifre.

## Dal 1992 al 1998

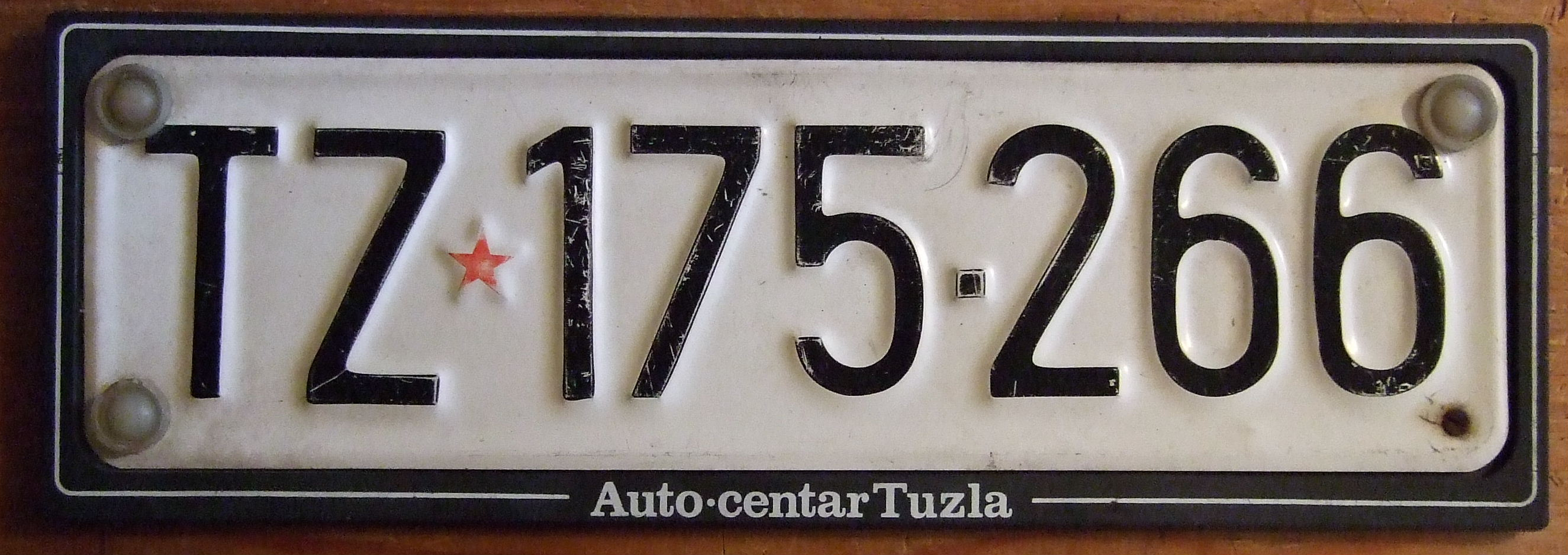
Formato jugoslavo emesso fino a fine aprile 1992

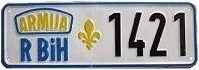
Targa di un automezzo dell'esercito della Repubblica dì Bosnia ed Erzegovina immatricolato nel 1993 o negli ultimi mesi del 1992

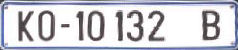
Formato in uso da maggio 1992 al 1993 nel distretto di Konjic

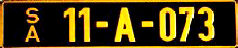
Targa apposta su un veicolo del Corpo diplomatico degli Stati Uniti (numero 11) accreditato presso l'ambasciata di Sarajevo (lettere "SA" allineate a sinistra)

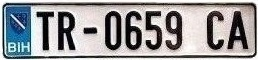
Formato con banda blu e privo di ologramma in uso dagli ultimi mesi del 1994 a settembre 1995 nelle aree musulmane del distretto di Travnik

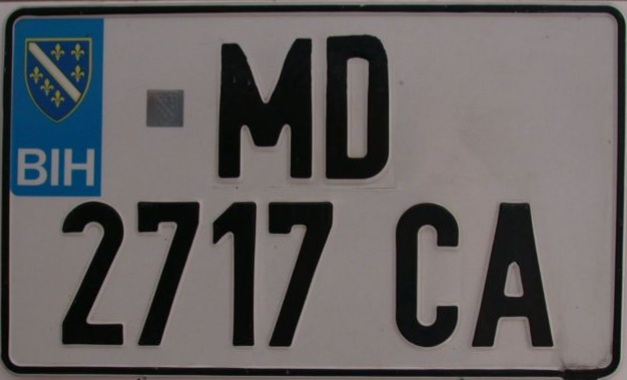
Formato su doppia linea con banda blu e ologramma utilizzato da settembre 1995 al 1998 nelle aree musulmane del distretto di Modriča

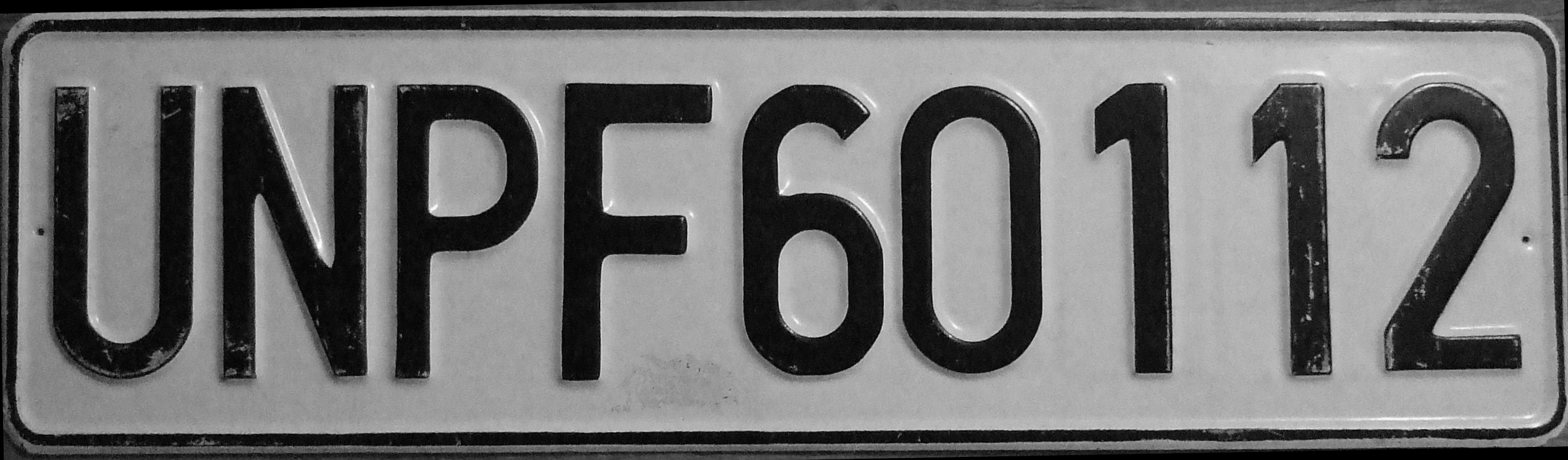
Targa di un automezzo dell'UNPROFOR (1992–1995)

- Fino a maggio 1992 il formato e le sigle in uso nelle targhe bosniache erano uguali a quelli della ex Jugoslavia, con l'unica differenza che la stella rossa veniva coperta da un adesivo indicante l'etnia del proprietario: la bandiera della Repubblica di Bosnia ed Erzegovina era lo stemma prevalente nelle zone controllate dai musulmani, lo scudo serbo o meno spesso la bandiera della Repubblica Serba di Bosnia nelle regioni occupate dai Serbi, l'emblema croato in quelle controllate dai Croati. 
Risalgono agli anni sopra specificati le foto di alcune targhe a caratteri neri in campo bianco nelle quali sono visibili a sinistra le lettere OS (iniziali di Oružane Snage, ossia "Forze Armate") in alto e R BiH (che stanno per Republike Bosne i Hercegovine) in basso, blu e di dimensioni ridotte, e a destra la bandiera nazionale bianca e azzurra seguita da un numero di quattro cifre o una lettera e un numero di tre cifre. 
In altre targhe di veicoli militari, a sinistra erano scritte su tripla linea le parole "ARMIJA/REPUBLIKE/BiH" (cioè "Armata della Repubblica di Bosnia ed Erzegovina") o solo "ARMIJA", di colore giallo oro come il logo del Corpo, un giglio, che sostituiva la bandiera; a destra si trovavano una lettera, un trattino e un numero di tre cifre, oppure un numero composto da quattro cifre partendo da 0001. 
Un ulteriore formato di targa militare, che presentava caratteri azzurri su fondo bianco e lo scudo bosniaco posposto a una "A", fu presumibilmente realizzato per l'esercito, mentre per le unità dell'aeronautica e della difesa lo scudo era impresso tra la "A" e una "F"; un trattino separava le prime due cifre dalle tre restanti[3].
Ai veicoli delle unità di difesa territoriale (Teritorijalne Odbrane in bosniaco) venivano assegnate targhe su due righe, con in alto le lettere TO-BiH a destra della bandiera e in basso il nome, scritto in piccolo e per esteso, della città o paese.
- Da maggio 1992 nelle aree musulmane venne adottato un sistema transitorio il cui formato, con bordo blu e dimensioni di 520 × 120 mm, continuava a posizionare a sinistra la sigla del distretto jugoslavo (eccetto il codice "KNJ" sostituito da "KO"), seguita da un trattino, una numerazione a cinque cifre, un bollino adesivo e una lettera che avanzava in ordine alfabetico partendo da "A". Nel bollino erano indicati all'interno di un quadrante giallo l'anno (espresso con le ultime due cifre, es.: 94 = 1994) e all'esterno il mese (espresso con un numero romano e di colore rosso) in cui sottoporre il veicolo al prossimo controllo tecnico.
- Dal 1993 le due lettere indicanti il distretto erano seguite da un trattino, quattro cifre e altre due lettere, la prima delle quali identificava il comune dove il veicolo era stato immatricolato. Anche le dimensioni di queste targhe (520 × 110 mm per il formato su un'unica riga e 280 × 200 mm per quello su doppia linea, privo di trattino) erano conformi agli standard europei. Nelle targhe dei rimorchi la sequenza era invertita. Il formato per i motocicli era più piccolo e quadrato; il codice distrettuale sormontava due cifre e due lettere, la prima delle quali indicava il comune. Le targhe delle macchine agricole si differenziavano da quelle ordinarie solamente per i caratteri bianchi su fondo verde. 
Nelle targhe diplomatiche, introdotte nel 1994, i caratteri erano gialli su fondo nero. A sinistra si trovavano allineate in verticale due lettere che identificavano una delle seguenti aree di immatricolazione: Banja Luka (BL), Mostar (MO), Sarajevo (SA) o Tuzla (TZ). La lettera indicante lo status diplomatico (A = Ambassade, M = Foreign Mission, P = Foreign Press) era preceduta da un numero a due cifre, identificativo del Paese o dell'organizzazione internazionale della rappresentanza, e seguita da un altro numero progressivo composto da tre cifre. Due trattini separavano la lettera dai numeri.
Dagli ultimi mesi del 1994 venne posizionata a sinistra (a destra nei rimorchi) una banda blu, con lo stemma della repubblica e la sigla internazionale BIH di colore bianco. 
A partire da settembre 1995, lo spazio tra il numero di quattro cifre e le due lettere seriali era occupato da un ologramma adesivo di sicurezza, che nel formato 280 × 200 mm era incollato sulla riga superiore, tra la banda blu e la sigla del distretto. 
Nell'elenco sono riportate le sigle automobilistiche identificative delle aree d'immatricolazione (comuni o parti di comuni) musulmane del Paese:

| Sigla | Distretto  | Note               | Sigla | Distretto     | Note               |
| ----- | ---------- | ------------------ | ----- | ------------- | ------------------ |
| BČ    | Brčko      | fino al 1993       | BI    | Bihać         |                    |
| BL    | Banja Luka | fino a maggio 1992 | BN    | Bijeljina     | fino a maggio 1992 |
| BR    | Brčko      | dal 1993           | BU    | Bugojno       |                    |
| ČP    | Čapljina   | fino a maggio 1992 | DO    | Doboj         |                    |
| GO    | Goražde    | dal 1993           | GŽ    | Goražde       | fino al 1993       |
| JC    | Jajce      |                    | KNJ   | Konjic        | fino a maggio 1992 |
| KO    | Konjic     | da maggio 1992     | LI    | Livno         |                    |
| MD    | Modriča    |                    | MG    | Mrkonjić Grad | fino a maggio 1992 |
| MO    | Mostar     |                    | PD    | Prijedor      |                    |
| SA    | Sarajevo   |                    | SC    | Sokolac       | fino a maggio 1992 |
| TB    | Trebinje   | fino a maggio 1992 | TD    | Titov Drvar   |                    |
| TR    | Travnik    |                    | TZ    | Tuzla         |                    |
| VI    | Visoko     |                    | ZE    | Zenica        |                    |
| ZV    | Zvornik    |                    |       |               |                    |

- Da marzo 1992 a marzo 1995 le targhe dei veicoli della Forza di protezione delle Nazioni Unite (in inglese United Nations Protection Force, acronimo: UNPROFOR) erano bianche con caratteri neri: le lettere UNPF precedevano una numerazione progressiva composta da cinque cifre; nei rimorchi le cifre erano quattro ed erano seguite dalla lettera T iniziale di Trailer.

### Erzeg-Bosnia

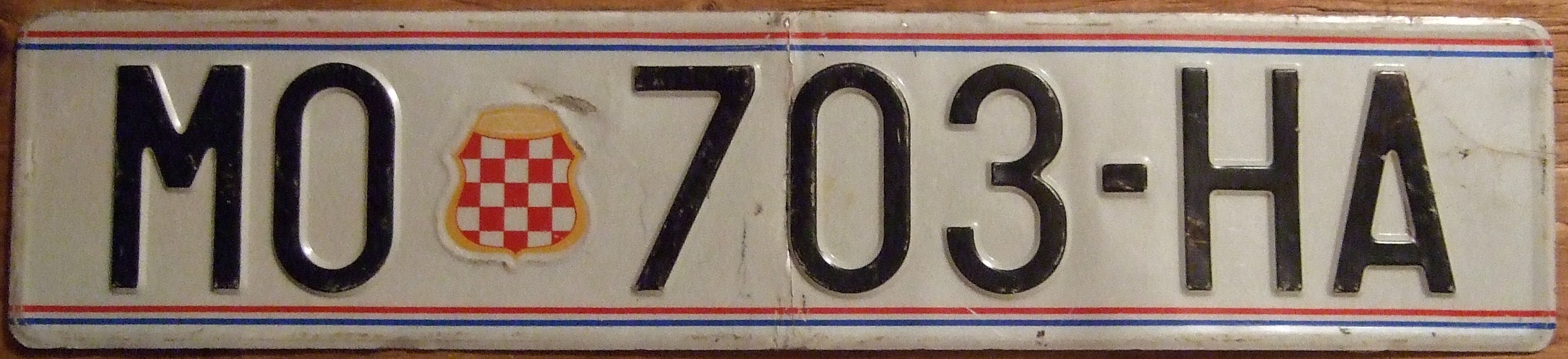
Targa di un veicolo della Repubblica Croata di Erzeg-Bosnia

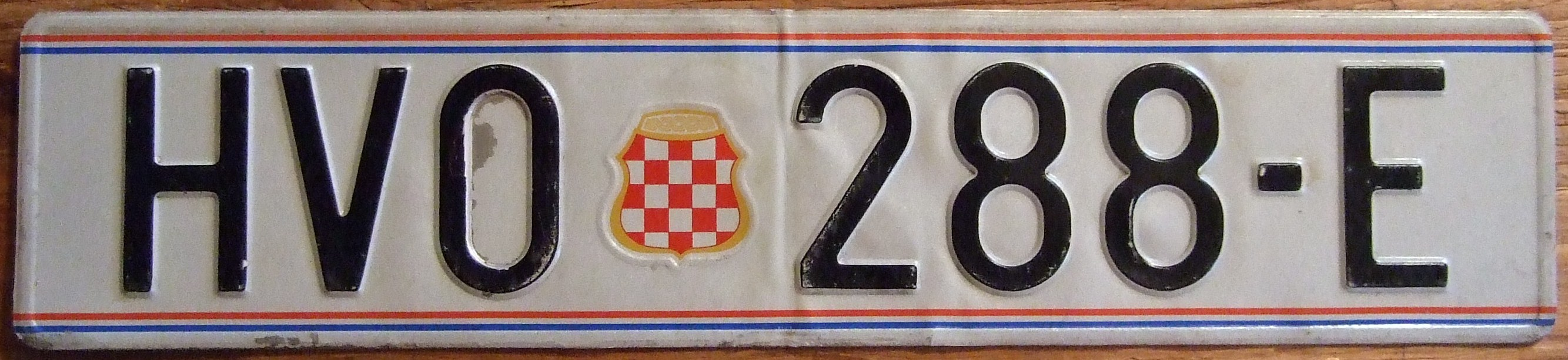
Targa (del tipo su fondo bianco) di un automezzo del Consiglio di Difesa della Repubblica dell'Erzeg-Bosnia

Le targhe d'immatricolazione della Repubblica Croata dell'Erzeg-Bosnia, proclamata il 3 luglio 1992, vennero emesse dal secondo semestre dello stesso anno al 1998. 
Per dimensioni (520 × 110 mm o 280 × 200 mm), bordo orizzontale (rosso e blu) e font erano analoghe a quelle croate, eccettuata la forma dello scudo. 
Anche il formato utilizzato dagli automezzi della Polizia era simile a quello croato: due numeri blu di tre cifre erano separati dal logo del Corpo di forma circolare con all'interno la scritta POLICIJA HZHB (iniziali di Hrvatska Zajednica Herzeg-Bosnia, ossia "Comunità Croata di Erzeg-Bosnia"). È attestata una targa della Polizia militare, con le scritte in blu scuro; le lettere HVO a sinistra sono anteposte allo stemma e alla dicitura VOJNA POLICIJA (la prima parola a caratteri ridotti) su doppia linea.
Le targhe prova assegnate ai concessionari erano di cartone, con la parola KUÒNJA o PROBA che sormontava la sigla del comune e una coppia di numeri di dimensioni leggermente ridotte e separati da un trattino. 
Le targhe provvisorie di transito e quelle per automezzi di dimensioni eccezionali erano bianche con caratteri rispettivamente verdi e rossi.
| Sigla | Comune / Corpo                                      | Sigla | Comune / Corpo |
| ----- | --------------------------------------------------- | ----- | -------------- |
| BU    | Bugojno                                             | ČA    | Čapljina       |
| DR    | Derventa                                            | GR    | Grude          |
| HVO   | Hrvatsko Vijeće Obrane (Consiglio di Difesa Croato) | JA    | Jajce          |
| KI    | Kiseljak                                            | KO    | Konjic         |
| LI    | Livno                                               | LJ    | Ljubuški       |
| MO    | Mostar                                              | OR    | Orašje         |
| PO    | Posušje                                             | RA    | Prozor-Rama    |
| ŠB    | Široki Brijeg                                       | TG    | Tomislavgrad   |
| TR    | Travnik                                             | ŽE    | Žepče          |

### Repubblica Serba di Bosnia

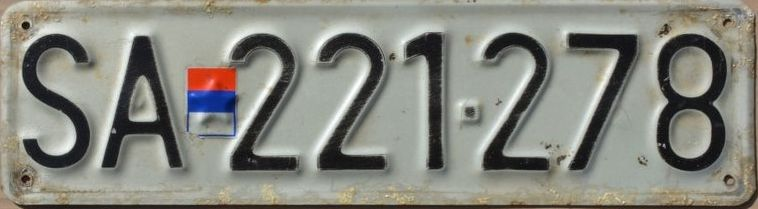
Targa di un veicolo della Repubblica Serba di Bosnia immatricolato tra la primavera del 1992 e fine febbraio 1994

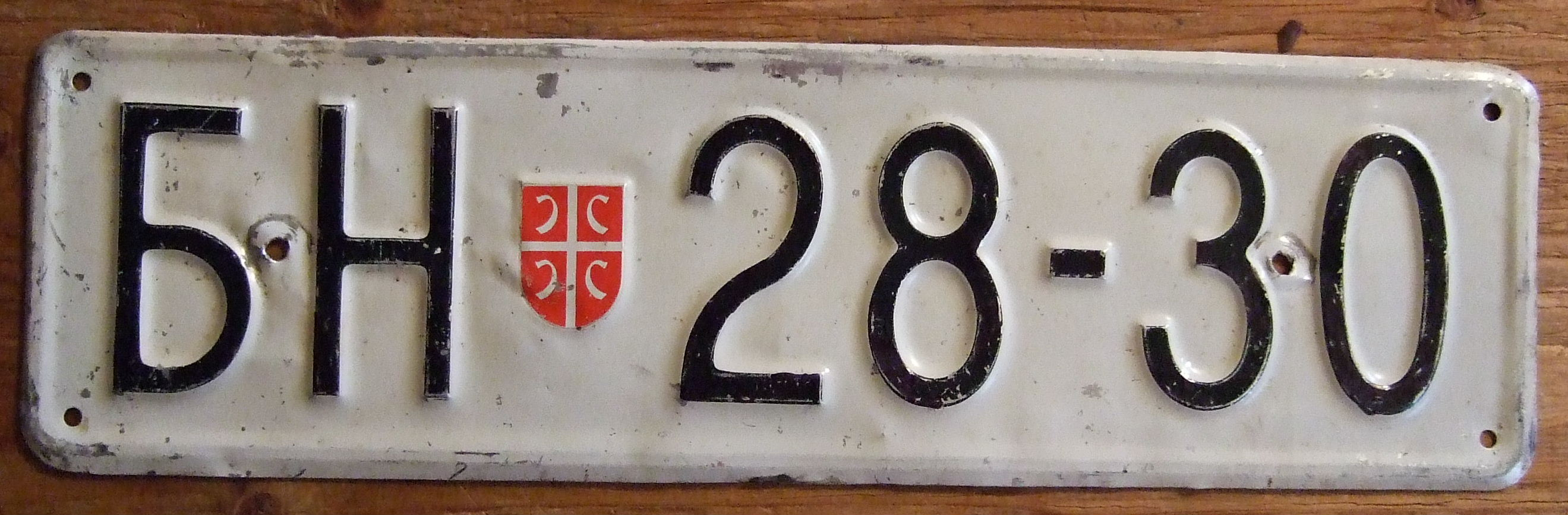
Formato con la sigla distrettuale in caratteri cirillici introdotto nel marzo 1994

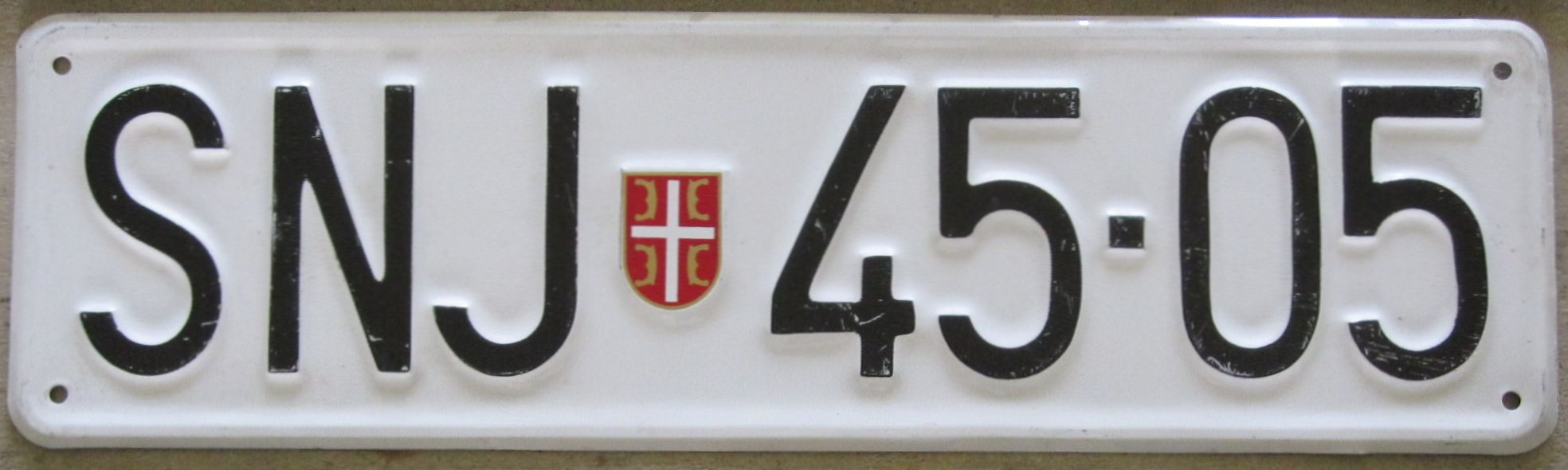
Formato con la sigla distrettuale in caratteri latini riservato ai proprietari di veicoli che varcavano i confini nazionali per un viaggio o soggiorno all'estero

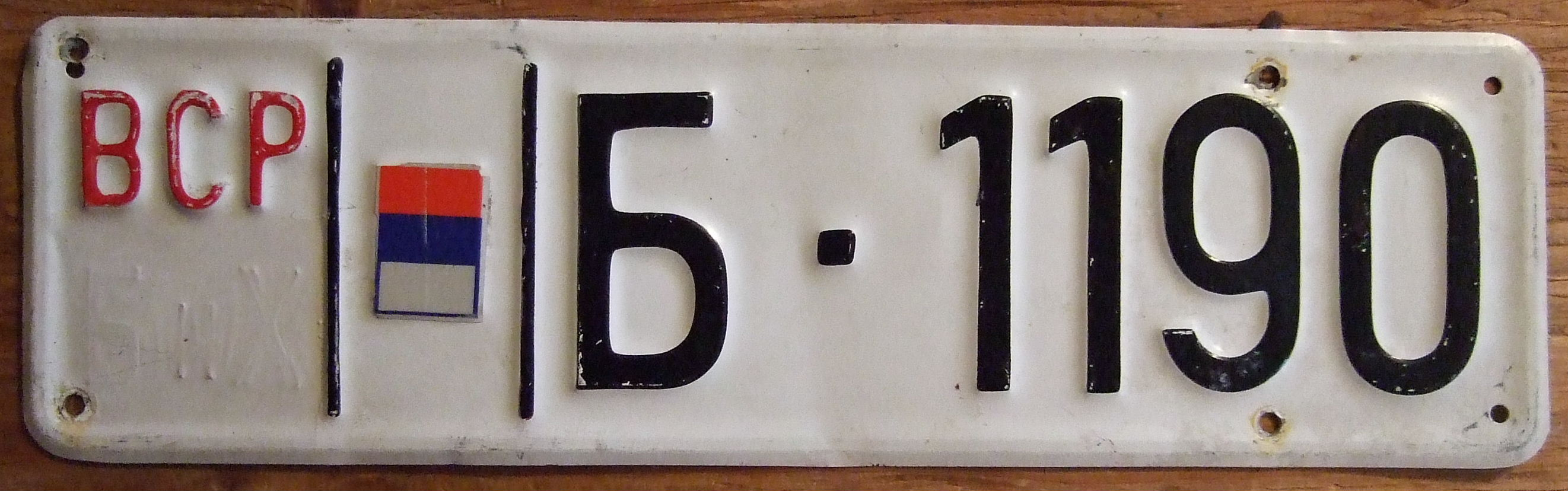
Formato emesso dal 1993 al 1995 per automezzi dell'esercito

Le targhe degli autoveicoli della Repubblica Serba di Bosnia, emesse dal 1992 al 1998, misuravano 420 × 110 mm. 
Con lo scoppio della guerra civile nella primavera del 1992, pur mantenendo la sigla internazionale YU, recavano impressa dopo la sigla distrettuale la stella rossa che spesso era coperta da un adesivo raffigurante la bandiera serba o lo stemma dell'aquila bicipite serba di colore nero. 
Da marzo 1994 la sigla del distretto era anteposta allo scudo serbo e a due numeri di due cifre separati da un trattino. Le targhe con i numeri 99 o 999 prima del trattino venivano utilizzate sulle autovetture di proprietà di stranieri che soggiornavano temporaneamente nel Paese per più di sei mesi per studio, ricerca, affari. 
I caratteri erano quelli cirillici. Parallelamente venivano emesse targhe con codici in caratteri latini, obbligatorie per chi varcasse i confini nazionali per un viaggio o soggiorno all'estero: il conducente del veicolo era tenuto a dichiarare la motivazione dell'espatrio e a sostituire alla frontiera la targa con caratteri cirillici con un'altra avente la stessa numerazione ma la sigla distrettuale in caratteri latini; la targa con i caratteri cirillici veniva trattenuta dalla Polizia durante il soggiorno all'estero del proprietario del veicolo e restituita al suo rientro. 
Nei rimorchi la numerazione (costituita da due cifre, un trattino e altre due cifre) precedeva anziché seguire la sigla dell'area di immatricolazione. 
Nelle targhe delle macchine agricole, gialle con caratteri neri, sulla linea superiore era posizionato per intero il nome del comune in cirillico maiuscolo, su quella inferiore la numerazione (composta da un massimo di quattro cifre) era posposta allo scudo serbo. 
Il formato per ciclomotori misurava 100 × 95 mm e riportavano il nome completo del distretto in caratteri cirillici stampato sopra lo scudo serbo, seguito da un numero progressivo in rilievo. 
Nei veicoli dell'Esercito le lettere rosse BCP (che dal 1992 al 1993 sormontavano le lettere, allineate in verticale e anch'esse rosse, BиX, corrispondenti all'acronimo "BiH" dell'alfabeto latino, mentre dal 1993 al 1995 erano da sole) o BPC (dal 1995 al 1998) a sinistra erano le iniziali di "Repubblica Serba di Bosnia" in cirillico; precedevano una linea nera verticale, la bandiera della Repubblica Serba di Bosnia, un'altra linea nera verticale, una lettera dell'alfabeto cirillico, un trattino corto e un numero progressivo di quattro cifre.
Le targhe prova per concessionari e rivenditori di veicoli erano di cartone; la dicitura ПPOБA (cioè "PROVA") era posizionata sopra la sigla del comune, lo scudo serbo e una coppia di numeri separati da un trattino. 
 I codici utilizzati e i comuni o Corpi corrispondenti erano i seguenti:
| Sigla in cirillico       | Sigla in caratteri latini | Distretto / Corpo in cirillico | Distretto / Corpo in caratteri latini        |
| ------------------------ | ------------------------- | ------------------------------ | -------------------------------------------- |
| БЛ                       | BL                        | Бања Лука                      | Banja Luka                                   |
| БH                       | BN                        | Бијељина                       | Bijeljina                                    |
| БЧ                       | BČ                        | Брчкo                          | Brčko                                        |
| BГ                       | VG                        | Bишегpад                       | Višegrad                                     |
| ДB                       | DV                        | Дpвар                          | Drvar                                        |
| ДO                       | DO                        | Дoбoј                          | Doboj                                        |
| ЗB                       | ZV                        | Звopник                        | Zvornik                                      |
| MГ                       | MG                        | Mpкoњиђ Гpад                   | Mrkonjić Grad                                |
| MД                       | MD                        | Moдpича                        | Modriča                                      |
| HЊ                       | NNJ                       | Hевесиње                       | Nevesinje                                    |
| П (bianco su blu o nero) | -                         | Пoлиција                       | Policija (Polizia)                           |
| ПД                       | PD                        | Пpиjедop                       | Prijedor                                     |
| CC                       | SA                        | Cpпскo Cаpаjевo                | Srpsko Sarajevo (Sarajevo serba)             |
| CЊ                       | SNJ                       | Cpбиње (Фoча)                  | Srbinje (Foča)                               |
| TБ                       | TB                        | Tpебиње                        | Trebinje                                     |
| X·0000                   | -                         | Bојсҡа Pепублиҡе Cрпсҡе        | Vojska Republike Srpske (Esercito della RSB) |